# Jar-Sale
Jar-Sale (russisch Яр-Сале́) ist ein Dorf (selo) im Autonomen Kreis der Jamal-Nenzen in Russland mit 6486 Einwohnern (Stand 14. Oktober 2010).

## Geographie
Der Ort liegt knapp 200 km Luftlinie östlich des Kreisverwaltungszentrums Salechard am südlichen Ende der Jamal-Halbinsel, nordöstlich des Ural und etwa nördlich des Polarkreises. Er befindet sich am Ob-Arm Malaja Jumba, etwa 5 km entfernt vom linken Ufer des großen linken Ob-Mündungsarmes Chamamelskaja Ob, etwa 40 km oberhalb von dessen Mündung in den Obbusen.
Jar-Sale ist Verwaltungszentrum des Rajons Jamalski sowie Sitz der Landgemeinde Jar-Salinskoje selskoje posselenije, zu der außerdem die 20 km ostnordöstlich gelegene, überwiegend von Nenzen bewohnte Siedlung Sjunai-Sale gehört.

## Geschichte
Das Dorf wurde 1927 gegründet. Die Bezeichnung nenzischer Herkunft bedeutet „Sandkap“. 1932 wurde es Verwaltungssitz des am 10. Dezember 1930 gegründeten Jamalski rajon.
In den letzten Jahrzehnten wuchs die Einwohnerzahl stark im Zusammenhang mit der Erschließung der Erdgasvorkommen der Region.

### Bevölkerungsentwicklung
| Jahr | Einwohner |
| ---- | --------- |
| 1939 | 878       |
| 1959 | 1339      |
| 1970 | 2403      |
| 1979 | 3130      |
| 1989 | 3753      |
| 2002 | 4872      |
| 2010 | 6486      |

Anmerkung: Volkszählungsdaten

## Verkehr
Jar-Sale ist nicht an das ganzjährig befahrbare Straßennetz angeschlossen. Am Dorf führt eine Winterpiste vorbei, die von Labytnangi ausgehend, wo sich etwa 200 km entfernt auch die nächstgelegene Bahnstation befindet, zum Teil auf dem Eis des Ob oder seiner Nebenarme verläuft und weiter der Südostküste der Jamal-Halbinsel bis zum etwa 130 km nordöstlich von Jar-Sale gelegenen Nowy Port folgt.
Ganzjährig ist das Dorf über seinen Flughafen (ICAO-Code USDR) erreichbar.